# Gaston Richard
Gaston Richard (* 29. September 1860 in Paris; † 9. Juni 1945 in Bordeaux) war ein französischer Soziologe. Er war Nachfolger Émile Durkheims auf dem Lehrstuhl für Pädagogik und Sozialwissenschaften an der Universität Bordeaux und Nachfolger René Worms’ als Präsident des Institut International de Sociologie (IIS).

## Leben
Gaston Richard war der jüngste Sohn der Malerin Marie Octavie Ricois (1830–1908) und des Literaturprofessors Charles Richard (1813–1887). Sein Baccalauréat erwarb er im Juli 1879 im Fachgebiet Literatur und Philosophie. 1880 folgte seine Aufnahme an die  Pariser École normale supérieure, wo er sich im Laufe der nächsten Jahre der Soziologie zuwandte. Von 1884 bis 1902 war er als Philosophielehrer an verschiedenen Gymnasien tätig. Dann übernahm er den Lehrstuhl für Pädagogik und Sozialwissenschaften an der Universität Bordeaux, den er bis zu seiner Pensionierung 1930 behielt. Parallel dazu und bis 1939 wirkte er im Institut International de Sociologie (IIS) und für dessen Zeitschrift Revue Internationale de Sociologie (RIS).
Richard war fünfundzwanzig Jahre lang enger und vertrauter Mitarbeiter Durkheims, trennte sich dann aber als gläubiger Protestant wegen dessen vermeintlichem „soziologischen Atheismus“ von ihm und wandte sich dem Durkheim-Konkurrenten René Worms zu. Richard schloss sich keiner soziologischen Schule an, lehnte sich aber in seinem eigenen System einer allgemeinen Soziologie an Tönnies’ Begriffspaar Gemeinschaft und Gesellschaft an.
1945, in seinem Todesjahr, war Richard nahezu vergessen. Obwohl er mehr als 700 Artikel, Rezensionen und Bücher geschrieben hatte, war sein Werk nur noch „antiquarische Historie“, er wurde nur selten in die Reihe der soziologischen Klassiker seiner Zeit, Gabriel Tarde, Worms und Durkheim eingereiht.

## Schriften (Auswahl)
- Les problèmes de la famille et le féminisme. F. Nathan, Paris 1930.
- L'évolution des moeurs. G. Doin, Paris 1925.
- La sociologie générale et les lois sociologiques. O Doin et fils, Paris 1912.
- Pédagogie expérimentale. O Doin et fils, Paris 1911.
- Notions élémentaires de sociologie. C. Delagrave, Paris 1903.
- Manuel de morale. C. Delagrave, Paris 1903.